# Châtelineau
Châtelineau is een dorp in de Belgische provincie Henegouwen, en een deelgemeente van de Waalse stad Châtelet. Châtelineau ligt ten noorden van de Samber, die de deelgemeente scheidt van het centrum van Châtelet.
In het noorden van de deelgemeente ligt de wijk Taillis Pré; in het westen ligt de wijk Corbeau.

## Geschiedenis
Châtelineau was een zelfstandige gemeente, tot die bij de gemeentelijke herindeling van 1977 toegevoegd werd aan de gemeente Châtelet.

## Demografische ontwikkeling
- Bronnen:NIS, Opm:1831 tot en met 1970=volkstellingen, 1976= inwoneraantal op 31 december

## Galerie

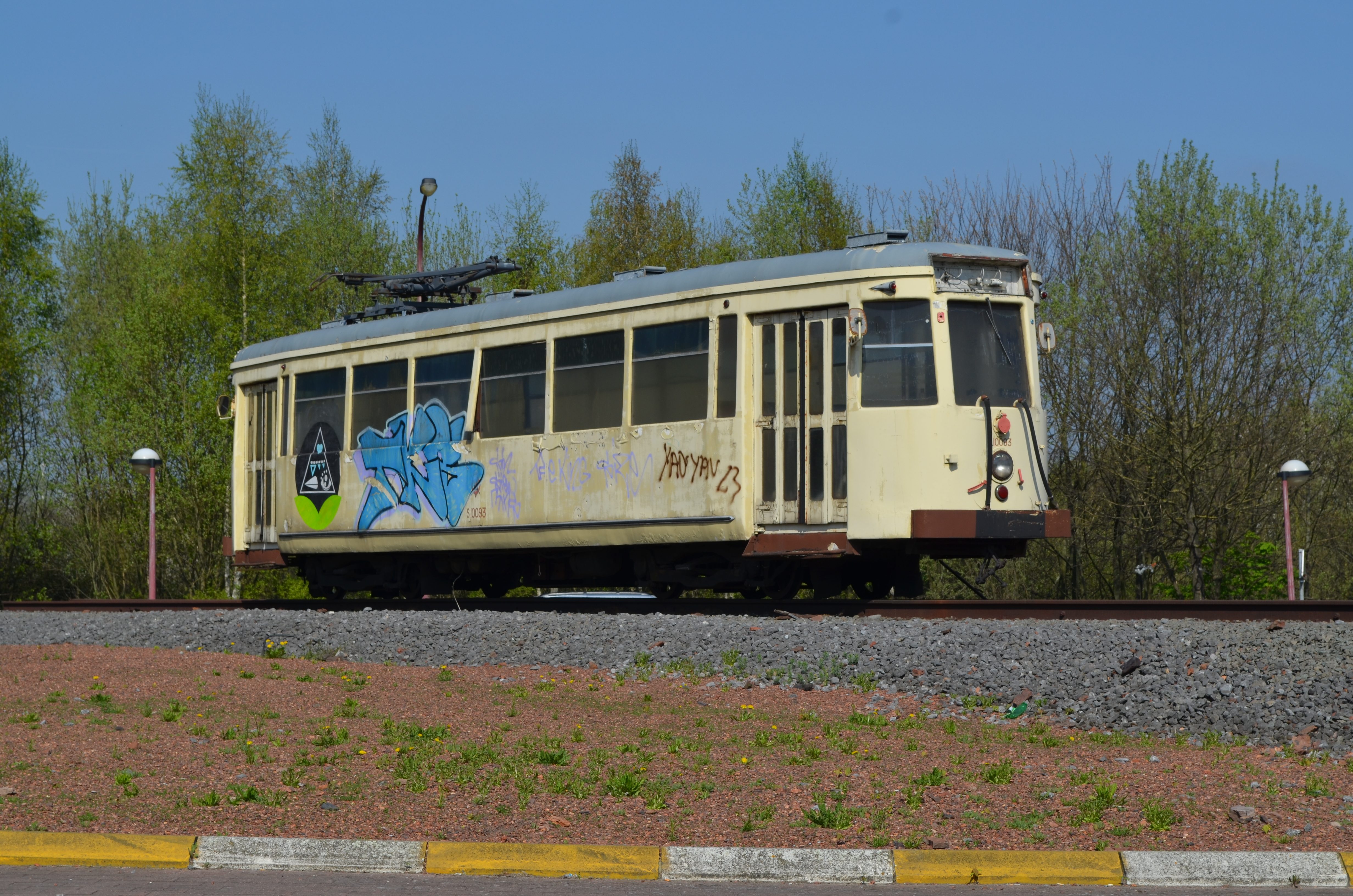
De oude tram die op de rotonde bij winkelcentrum Cora te zien was, werd in 2016 ontmanteld.
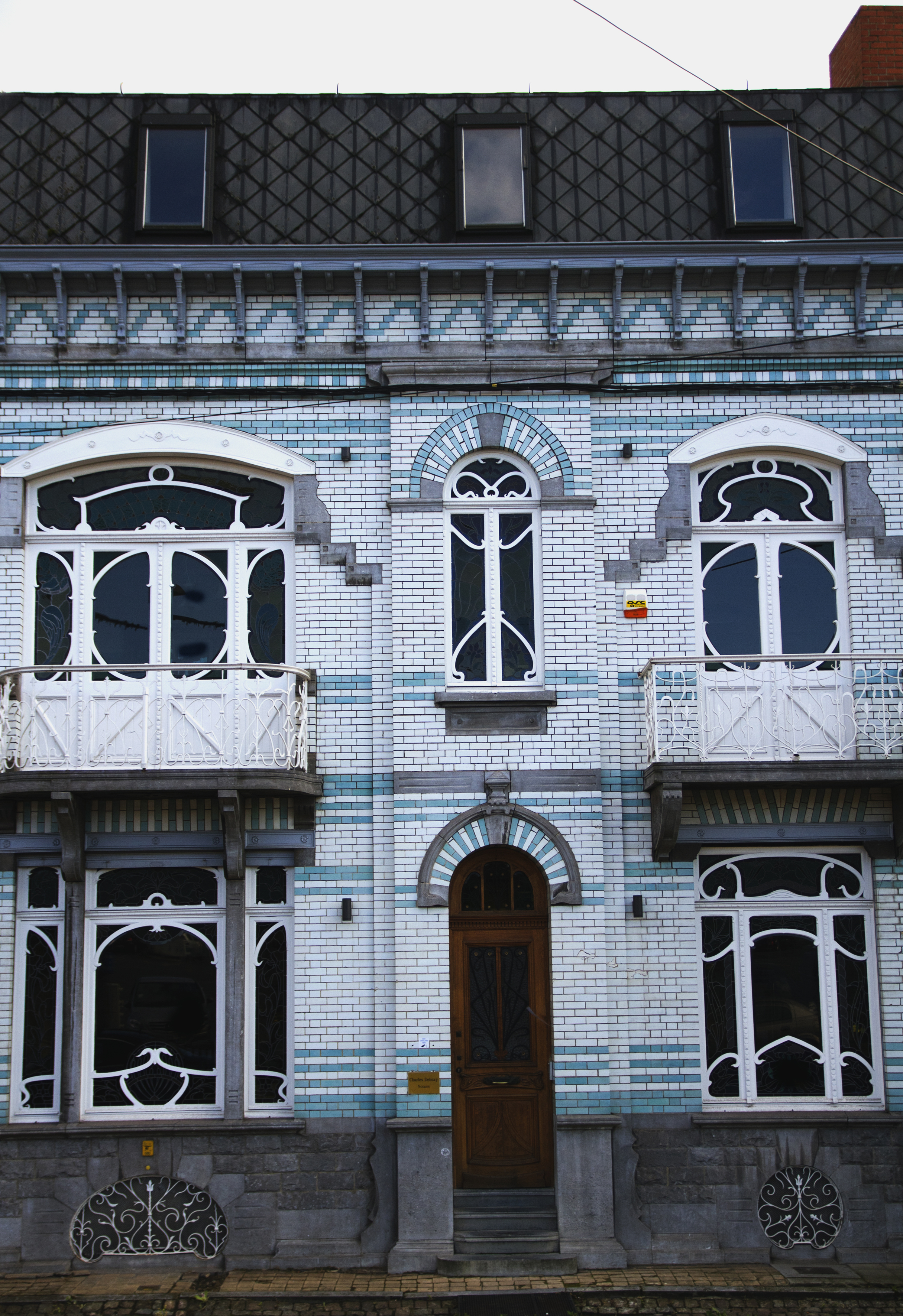
Art-Nouveau huis op Place Wilson.
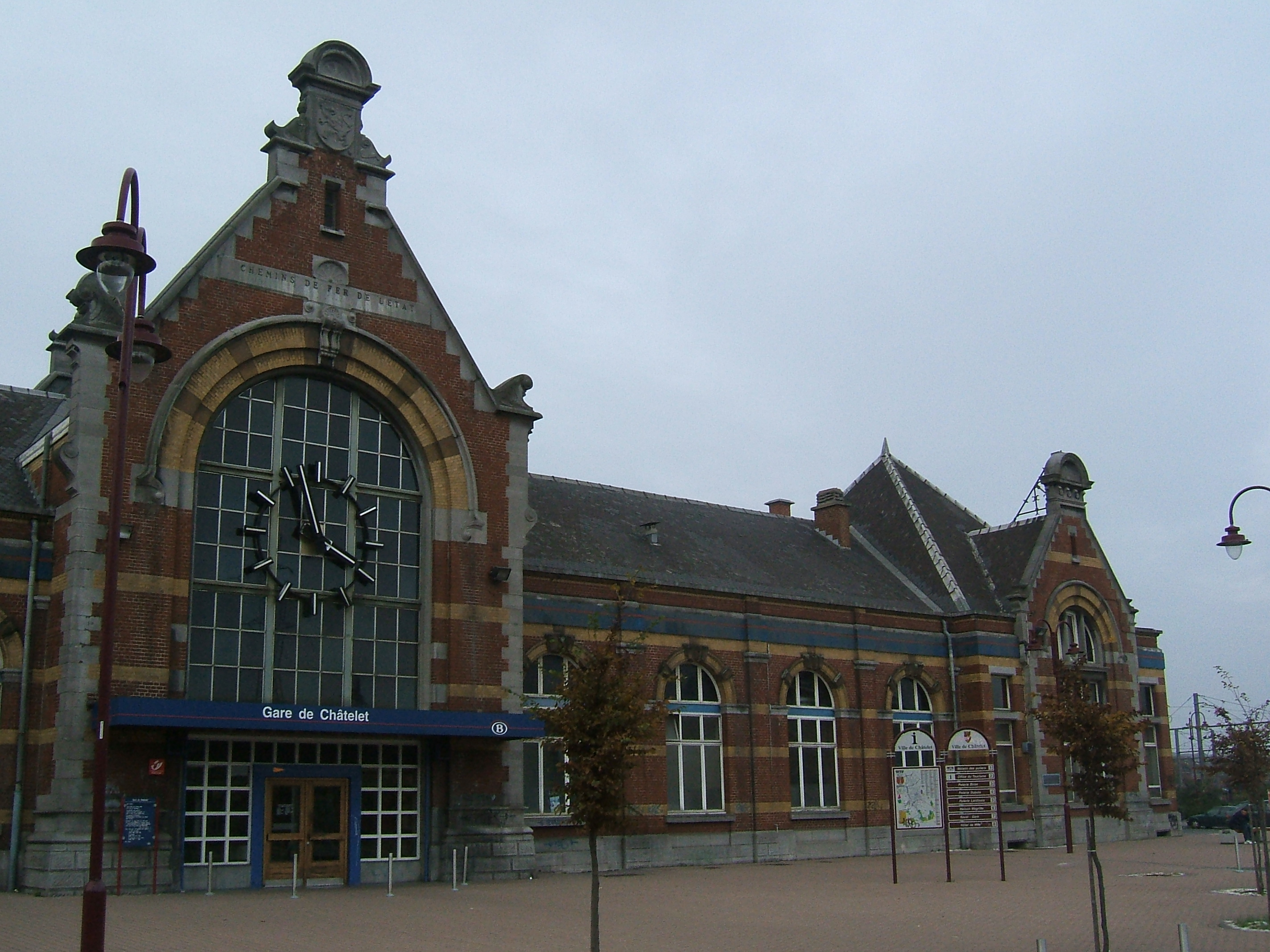
Station Châtelineau-Châtelet.

## Geboren in Châtelineau

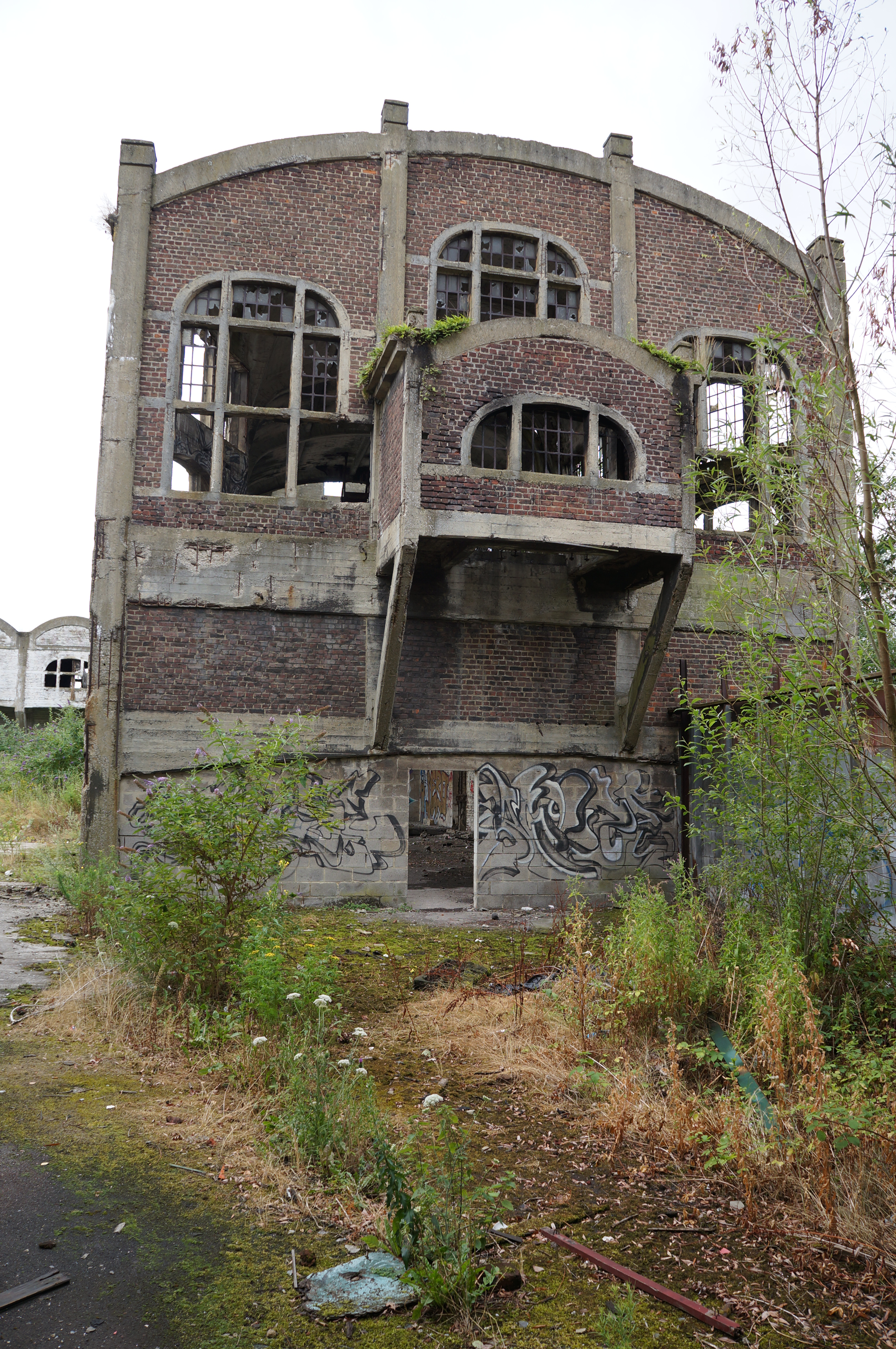
Voormalig gebouw van de mijn van Gouffre.

- Voormalig gebouw van de mijn van Gouffre.Claude Barzotti (1953-2023), Franstalige zanger